# Castagnole (Paese)
Castagnole è una frazione del comune italiano di Paese, in provincia di Treviso.

## Origine del nome
Castagnole deriva chiaramente da castagno, specie arborea particolarmente diffusa nel territorio.

## Storia
Come per gli altri paesi limitrofi, è difficile stabilire una data precisa sulla fondazione di Castagnole.
Nel medioevo, secondo l'organizzazione ecclesiastica della Diocesi di Treviso, il paese sottostava alla Pieve di Quinto con Paese, Sovernigo, Villa e Malzago.
Con gli Austriaci (1815) viene istituito il Regno Lombardo-Veneto e un nuovo riordino amministrativo: Paese, Santa Bona e Castagnole divennero frazioni di Monigo. Pochi mesi dopo, Paese diventa sede comunale con frazioni Monigo e Castagnole.
Durante la Seconda Guerra Mondiale a Castagnole viene costruita la "Simmel". Essa era una fabbrica e un deposito di armi che fu più volte bombardata. Negli ultimi anni sono stati preparati progetti di recupero.

## Monumenti e luoghi d'interesse[3]

### Chiesa parrocchiale
Chiesa dedicata a San Mauro, ricostruita sulla precedente nel 1724 e consacrata nel 1768 dal Vescovo Giustiniani con le reliquie dei santi Vettore e Fortunato. L'altare maggiore è sormontato da un grande gruppo di pietra in stile barocco raffigurante l''ascensione di S. Mauro; sempre di stile barocco le spalliere del coro che risalgono al sec. XVII. Dei quattro altari collocati nelle cappelle laterali uno è dedicato a S. Giovanni con pala del 1597.

### Villa delle meridiane
Del fine Seicento fu probabilmente in origine sede di una confraternita religiosa e successivamente abbandonata ed usata come struttura rurale. Chiamata così per le numerose meridiane dipinte sui muri.

### Villa Alessi
Villa settecentesca costituita dall'edificio dominicale e da due barchesse arretrate, adibite una a cantina e l'altra ad abitazione rurale, all'interno delle quali le pareti sono decorate da pregevolissimi stucchi.

### Barchessa di Villa Mocenigo ora Stecca-De Lazzari
Barchessa del XVI sec. parte dell''originario complesso di Villa Mocenigo, composto originariamente dalla villa padronale, di aspetto maestoso, e da due barchesse ai lati.

### Casa Leoni-Piazza
Tipico insediamento a corte del XVII e XVIII sec., chiuso sui tre lati da edifici e alte recinzioni in sasso è anche l''unico esempio in Comune di Paese di corte rurale.

### Casa Bandiera
Edificio con impianto originario del XV sec.; da un affresco di casato e decorazioni varie si desume che dovesse essere appartenuto ad una famiglia di nobili origini.

### Casa Benvegnù
Edificata nella prima metà del Quattrocento, conserva ancora intatti alcuni affreschi attribuiti a Dario da Treviso (1420 - 1498).

### Complesso Perissinotti Piazza di Castagnole
Il complesso è costituito dalla villa padronale, da casa rurale e dalla casa dell''alchimista risalente al XVII - XVIII sec.